# Alfeo Garini
Alfeo Garini (Rivarolo del Re ed Uniti, 17 aprile 1940) è un politico italiano.

## Biografia
Nato nel 1940, laureato in giurisprudenza all'Università degli Studi di Parma, di professione avvocato.
Dopo essere stato consigliere comunale e assessore all’Urbanistica, fu sindaco di Cremona dall'agosto 1990 al maggio 1995, ultimo sindaco democristiano della città. Successivamente è stato presidente dell’APT (Agenzia di Promozione Turistica) della provincia di Cremona.